# Gastronomie bordelaise
 (octobre 2011).
Si vous disposez d'ouvrages ou d'articles de référence ou si vous connaissez des sites web de qualité traitant du thème abordé ici, merci de compléter l'article en donnant les références utiles à sa vérifiabilité et en les liant à la section « Notes et références ».
La gastronomie bordelaise possède une identité unique. Issue du terroir aquitain et gascon de la Garonne et de la mer, elle synthétise à l'image de sa ville les influences de l'océan Atlantique et du Sud-Ouest par la Gascogne, le Béarn, le pays landais et l'Agenais. Les produits de l'océan, du fleuve ainsi que le vin, y occupent une place prépondérante. Les sources permettent d'en identifier la caractérisation progressive tout au long du XVIIIe et au début du XIXe siècle.

## Liste des spécialités par ordre alphabétique
- Haut – A
- B
- C
- D
- E
- F
- G
- H
- I
- J
- K
- L
- M
- N
- O
- P
- Q
- R
- S
- T
- U
- V
- W
- X
- Y
- Z

### A

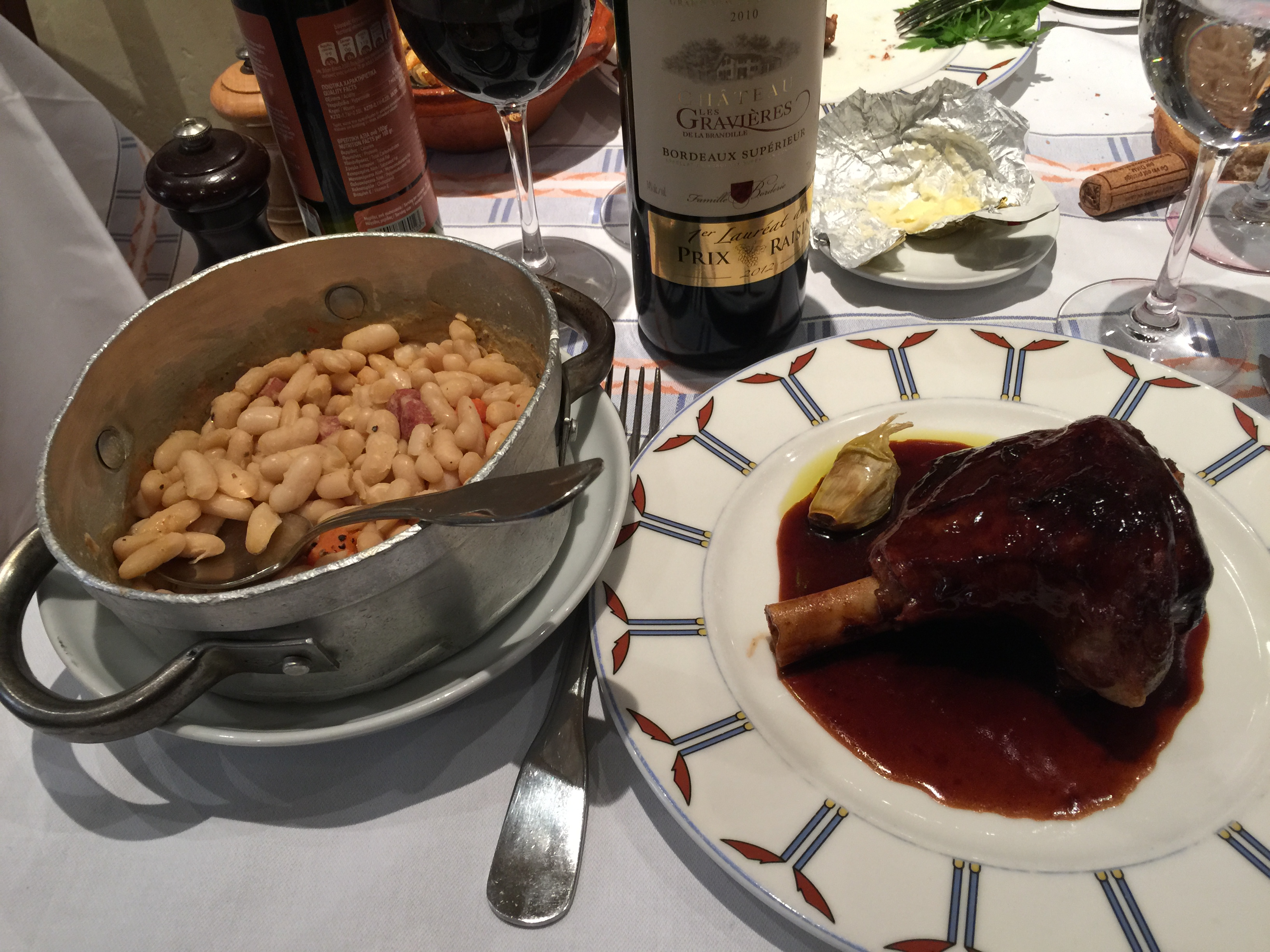
Agneau de Pauillac et haricots tarbais

- Agneau de Pauillac : il bénéficie d'une indication géographique protégée. Par ailleurs, la fête de l'agneau, vers Pâques, est une tradition de l'Entre-deux-Mers d'origine pyrénéenne, liée à la transhumance.
- Ail de Noaillan : cette commune était réputée pour la culture de l'ail au XIXe siècle, de même que ses voisines Léogeats et Uzeste.
- Aillet : nom gascon, occitan et saintongeais du jeune ail, entrant dans la préparation de l'omelette de Pâques, appelée pascade dans certaines régions.
- Aligas : sorte de flan aux alises[2].
- Alose ou coulac : fêtée à Saint-Pierre-d'Aurillac, consommée grillée, à l'oseille, à la vigneronne. La gate ou alose feinte est moins appréciée car plus riche en arêtes.
- Angélique de Bordeaux ou saint-martial : ancienne variété de poire bordelaise dont l'origine pourrait être languedocienne.
- Anguille : consommée par exemple au vin rouge ou blanc, ou persillée.
- Arbouses du littoral : les fruits cuits se consomment en gelée pour accompagner les noix.
- Artichauts de Macau.
- Asperges du Blayais et des sables des Landes.
- Astrade : anguilles à la broche, spécialité du Médoc[3].
- Azéroly anisé : variété de pomme originaire du nord de la Gironde et de la Saintonge.

### B
- Baragane (appelée maragane dans l'est du département, ou pourragane dans le nord du Médoc) : nom gascon de l'Allium polyanthum et de l'Allium ampeloprasum, ramassés dans les vignes.
- Baudanes : nom gascon local des tripes.
- Bécasse.
- Beignets de fleurs d'acacia : avec des fleurs macérées dans du rhum. Le robinier faux-acacia forme d'immenses peuplements dans le Sauternais.
- Belliquette : variété de cerise du nord de la Gironde.
- Benaugeante : apéritif artisanal à base de vin blanc sec, d'eau-de-vie de genièvre et de plantes aromatiques[4]
- Bernède : ancienne variété de pomme, du nom de son découvreur.
- Bidaou (vidau) : nom gascon local du tricholome équestre.
- Bières artisanales : par exemple Gasconha à Pessac[5], Mascaret à Rions (qui produit aussi une limonade)[6], brasserie de l'Entre-deux-Bières à Mauriac (fermée en 2015), Fleur de Houblon à Villenave-d'Ornon, Aliénor à Saint-Caprais-de-Bordeaux.
- Bigarreau de Bouliac : considéré comme une des meilleures cerises au XIXe siècle.
- Bire-tout-souls (« tourne-tout-seuls » en gascon) : nom gascon des pets-de-nonne à Monségur[7].
- Biscuits Olibet : fabriqués à Talence des années 1840 à 2000[8].
- Blanc limé : boisson rafraîchissante à base de vin, eau gazeuse, citron et sucre[9].
- Bœuf de Bazas : honoré lors de la Fête des bœufs gras, en février. On élève aussi souvent la Blonde d'Aquitaine et la Limousine.
- Bouc : crevette grise du Bassin d'Arcachon.
- Bouchon bordelais : créé en 1965, confiserie en forme de bouchon, à base de pâte d'amandes truffée de raisins mi-confits macérés dans la fine de Bordeaux, l'ensemble étant enrobé dans une crêpe dentelle.
- Boudin bordelais.
- Bouilli : nom régional de plats de viande avec légumes de type pot-au-feu.
- Bourrut : vin nouveau, consommé fréquemment en automne lors de « soirées bourrut et châtaignes ».
- Bouse de vache : gâteau de La Teste-de-Buch au miel et à l'anis, sorte de pain d'épice de la fin du XIXe siècle.
- Brégnets : biscuits traditionnels de la Benauge, à base de raisin local[10].
- Brioulasse ou aubarasse : pholiote comestible poussant sur les troncs de peupliers.
- Broc : apéritif de l'Entre-deux-Mers (Saint-Germain-de-Grave) à base de vin, miel et plantes. Le Broc rouge est un vin d'épines[11].
- Brugnon rosé de septembre et brugnon rouge d'août : variétés de brugnons originaires de Gironde.
- Bûchettes : beignets aux zestes d'agrumes et au rhum.

### C
- Cache-museau : chou à la crème, spécialité de Verdelais, du Bazadais, du Marmandais[12].
- Cacolac : boisson lactée au cacao fabriquée à Bordeaux.
- Cadichonne : confiserie bordelaise.
- Cambes d'ouilles ou cames d'ouilles (jambes de brebis en gascon et en occitan) : sortes de merveilles rustiques, spécialité du Périgord, du Libournais, du Médoc et de la région de Duras.
- Canards et sarcelles.
- Canelé (en gascon local : milhàs canelat) : célèbre gâteau bordelais, à base de lait, rhum et vanille, croquant à l'extérieur et moelleux à l'intérieur, datant du XVIIe siècle. Il est décliné en glace, gâteau salé, confiserie et dans diverses tailles.
- Cap negre : nom gascon du bolet tête de nègre, tout aussi renommé que le cèpe de Bordeaux.
- Carotte des sables des Landes.
- Carreau réolais : confiserie fabriquée à La Réole.
- Casseron : nom gascon local de la petite seiche.
- Catalan : nom régional du lactaire délicieux.
- Catillac : variété de poire.
- Cebros : nom gascon d'une grillade de côtes de porc, en Pays de Buch.
- Cèpe de Bordeaux : préparé « à la bordelaise », poêlé à l'ail et au persil sans être trop cuit.
- Cèpe de châtaignier ou « bleu » : nom vernaculaire de Xerocomus badius.
- Cèpe de pin : nom vernaculaire de Suillus bovinus, sorte de cèpe du pauvre, peu goûteux et peu digeste mais abondant sous les pins.
- Cerise de Benauge : fêtée à Escoussans début juin. Sa culture s'est raréfiée. On trouve de nombreuses variétés traditionnelles : saint-fort, saint-clair, cardan, olive, floque, nappe, carrée[13]. Il existe également une foire de la cerise à Bernos-Beaulac.
- Chabrot.
- Chapon de Grignols.
- Charrons : ancien nom régional des moules.
- Châtaigne : fruit répandu dans une grande partie du département (notamment en périphérie du massif landais, dans le Bazadais et dans la Double), mangé bouilli dans de l'eau parfumée à la badiane et aux feuilles de figuier, ou grillé.
- Chibichou : ancien fromage de chèvre du Bazadais à saveur forte, que l'on entourait de feuilles de châtaignier et que l'on laissait reposer sous le fumier.
- Chocofo Médoc : chocolat au confit de vin.
- Choine : petit pain blanc.
- Clairet de Bordeaux : sorte de vin rosé dont la « capitale » est Quinsac.
- Clanque ou claque : nom gascon local de Mya arenaria, coquillage que l'on consomme en vinaigrette.
- Coc macarien (en gascon, còc, « gâteau ») : brioche à la fleur d'oranger originaire de Saint-Macaire, revisitée sous forme d'un gâteau brioché compact à la vanille[14].
- Coc de Verdelais : gâteau parfumé à l'orange et au fenouil[15].
- Cœur de bœuf : variété de bigarreau.
- Coing : la gelée de coings accompagne la consommation de châtaignes bouillies. On peut aussi faire de la confiture de taps (talus en gascon) avec les pommes, poires et coings trouvés au bord des vignes.
- Confit de canard ou d'oie.
- Confit de porc : spécialité du Libournais, s'apparente à l'enchaud périgourdin.
- Confit de vin.
- Confitures.
- Confiture de melon d'Espagne.
- Connétable : chocolat en forme de feuille de vigne fourré de crème au vin, spécialité de Bourg[16].
- Cou d'oie ou de canard farci.
- Courbageau : ancien apéritif anisé fabriqué à Biganos.
- Couronne bordelaise : variété de pain en forme de couronne composé de plusieurs boules jointives[17].
- Coustilles : nom gascon des travers de porc.
- Coustut : nom gascon local du chinchard[18].
- Coutoye : nom gascon local de la palourde.
- Cracoy : nom gascon local de la balane.
- Crémant de Bordeaux : vin pétillant.
- Créoles : cerises macérées dans du rhum, enrobées de chocolat épicé (Bordeaux).
- Cresson du Bouscat[19], de Saint-Pierre-d'Aurillac[20].
- Croquants de l'Estuaire : biscuits du Blayais aux amandes, aux noisettes et à la fleur d'oranger[21].
- Croquets bordelais : biscuits allongés aux amandes[22].
- Croquets de Sainte-Foy[23].
- Cruchade : galette de farine de maïs qu'on mange frite et sucrée, spécialité gasconne. On parlait de cruchoun dans le Médoc. La cruchade-mélade (littéralement « miellée ») est la version au miel, qu'on consommait en dessert.

### D
- Daube du Bazadais.
- Daurades.
- Diamants noirs ou truffes de Bordeaux : truffes aux raisins macérés dans la fine de Bordeaux[24].
- Dunes blanches (marque déposée[25]) : chouquettes garnies d'un mélange de crème pâtissière et de crème chantilly, originaires de Lège.

### E
- Eau minérale des Abattiles.
- Entrecôte à la bordelaise : accompagnée d'échalotes et de moelle de bœuf. Elle est cuite sur un lit de braises (sarments ou douelles de tonneaux), puis on la retourne et on étale un hachis d'échalotes, persil et moelle de bœuf. Lorsque l'entrecôte est cuite, on la met sur un plat sans renverser le hachis qui est dessus[26].
- Escargot ou cagouille : ancienne spécialité de Caudéran et de Sainte-Eulalie, aujourd'hui élevé dans le Médoc, on le consomme encore « à la bordelaise » ou « à la caudéranaise[27] », avec un hachis de jambon, tomate et ail. On parle aussi de « cagouillade ».
- Escauton (du gascon escautar, « échauder ») : ragoût à base d'abats et de viande de porc, confectionné après la tuaille. vérifier MOUREAU[Quoi ?]
- Esquire : crevette blanche de l'estuaire, consommée en court-bouillon avec du laurier, de l'ail et de la badiane ou avec de l'anis.
- L'Estuaire : liqueur à base de Noisettines macérées dans de l'eau-de-vie de raisin[28].
- Esturgeon : aujourd'hui élevé en captivité, il produit le caviar de Gironde.

### F
- Fanchonnettes : bonbons bordelais fourrés au chocolat, au café, à l'amande ou à la pâte de fruits, crées en 1907[29]. Ailleurs[Où ?], ce sont de petits gâteaux.
- Fenouillet aubert : variété de pomme originaire de la Double.
- Figue de Bourg : confiserie à la figue et à la pâte d'amande[30].
- Figue ronde de Bordeaux : variété de figue violette.
- Figue rouge de Bordeaux.
- Fine Bordeaux : eau-de-vie issue d’une distillation à partir des vins blancs de Bordeaux, avec principalement les cépages sémillon, ugni blanc et colombard blanc. En IGP depuis 2013[31].
- Foie gras du Bazadais.
- Foie de veau à la bazadaise.
- Fougasse de Lège. Il existe une fête de la fougasse au Barp.
- Fraise de Pessac (appelée belle de Pessac, belle bordelaise, belle de Bordeaux, marguerite de Pessac, crémone ou bourrue) : variété de fraise créée en 1854.
- Fromages : fromage de brebis de Daignac[32] ; fromage de chèvre du Lilhan (Soulac), de Noaillan ; le P'tit Gornacais depuis 2016 (fromage de vache, Gornac)[33] ; tomme de Bazas (fromage de vache)[34]. Il existe une fromagerie à Gironde-sur-Dropt. Une fromagerie artisanale, la première de Gironde, a également existé à Cameillac (Noaillan) dans les années 2010 ; elle produisait du fromage frais de brebis, de la tomme de brebis (la tomme de Cameillac) et faisait un gâteau à la brousse de brebis[35],[36] Il existe une tradition de transhumance entre la Gironde et le Béarn.
- Frottée à l'ail : consommée traditionnellement comme casse-croûte avec du raisin.

### G
- Galets de la Gironde : dragées au chocolat, aux amandes ou au caramel.
- Galets langonnais : bonbons à l'amande enrobés de chocolat.
- Galette bordelaise, couronne des Rois bordelaise ou gâteau des Rois bordelais : galette des Rois briochée, en forme de couronne, parfumée au rhum ou au cognac et à la fleur d'oranger, garnie de cédrat confit et de grains de sucre.
- Gallien de Bordeaux : bonbon à base d'amandes et de noisettes, créé en 1930[37].
- Garluche : apéritif landais à base de rhum, vin blanc, orange et caramel, fabriqué à Blanquefort[38]. Une variante artisanale est nommée « alios[4] ».
- Gat ou gate : nom gascon local de l'alose feinte.
- Gâteau bordelais, médocain ou vigneron : gâteau traditionnel à base de citron et de vin blanc sec ou d'anisette[39].
- Gâteau aux noix de Benauge[40].
- Gâteau de Saint-Émilion : composé de macarons de Saint-Émilion imbibés d'alcool et de crème au chocolat[41].
- Gaufres bordelaises : gaufres rondes croquantes, parfumées par exemple à la fleur d'oranger, au rhum ou aux agrumes.
- Gazéoule : il est fait mention d'une pâtisserie nommée gazéaula[42]. On en trouve une recette sous forme d'une sorte de petit pain à l'orange[43].
- Gelée d'arbouses.
- Gimboura ou bouga : soupe à base de boudin ou d'eau de boudin, spécialité du Périgord, de l'Agenais et du Bordelais[44]
- Giraumon brodé galeux d'Eysines[45].
- Gourmandise du Roi : chocolat à la figue, spécialité de Bourg.
- Gras-double à la bordelaise : avec des échalotes[46].
- Gratte-cul : apéritif de l'Entre-deux-Mers à base de cynorhodon.
- Gratton de Lormont : sorte de terrine à base de jambon et d'épaule de porc[47]. Il diffère nettement de ce que l'on appelle « grattons » dans d'autres régions.
- Grenier médocain : panse de porc roulée et poivrée, spécialité de la région de Pauillac.
- Grives.
- Gros guin noir de Gironde : variété locale de guigne.
- Guinettes : cerises macérées dans un alcool et enrobées de chocolat.

### H
- Huîtres du Bassin d'Arcachon.
- Haricots tarbais.

### J
- Jock : crème aux céréales confectionnée dans le Bordelais.
- Juppettes de Bordeaux : confiseries bordelaises.
- Jus de raisin.

### L
- Lamproie : pêchée avec la « bourgne » (nasse tronconique), on la prépare « à la bordelaise » avec une sauce aux poireaux et au vin rouge. Sainte-Terre s'en est proclamée la capitale.
- Langue d'avocat : nom vernaculaire du céteau.
- Ledounat (mot gascon local de ledona, « arbouse », prononcer lédoune) : ancienne piquette ou liqueur d'arbouses.
- Légumes anciens à Sadirac[48].
- Lillet : apéritif fabriqué à Podensac, à base de vin blanc ou rouge et d'oranges.
- Lise ou alise : brioche à la fleur d'oranger, de forme rectangulaire assez plate, spécialité du Haut Entre-deux-Mers et du Libournais[49] Consommée en début d'année, elle est à rapprocher de l'alise pacaude originaire du Poitou.
- Loubine ou brigne : nom régional du bar commun.

### M
- Macarons de Saint-Émilion : biscuit aux amandes créé en 1620 par les Ursulines[50].
- Magret de canard.
- Marie Brizard : marque de boissons alcoolisées, dont une célèbre anisette.
- Massepain : gâteau aéré de type gâteau de Savoie, en Gascogne, Guyenne et Languedoc, contrairement au reste de la France et à d'autres pays où le massepain désigne une pâte d'amandes. Parfois appelé gâteau mignon.
- Maudane : brioche elliptique aux fruits confits et à l'amande, ancienne spécialité de Talence[51]
- Mauguette : ventre de mouton ou de veau et ragoût qui en contient. Confrérie de la Mauguette des Graves à Léognan[52].
- Mécoquines : sortes de truffes à base de Noisettines.
- Merveilles ou « oreilles de vieille » : beignets de Carnaval, équivalent des bugnes lyonnaises.
- Miel de l'Entre-deux-Mers et des Landes de Gascogne.
- Millas : gâteau à la farine de maïs et/ou de blé équivalant au far breton. Traditionnellement parfumé à l'amande amère ; pour cela, on utilisait autrefois une feuille de laurier-cerise (toxique).
- Miques : boules de pâte à pain parfumées au miel et à l'anisette, spécialité paysanne du Bazadais et des Landes de Gascogne[53].
- Morue de Bègles : grande spécialité de l'agglomération bordelaise, encore fêtée aujourd'hui malgré la disparition des sècheries. Le premier week-end de juin à Bègles, on célèbre la fête de la morue.
- Mourette ou amourette : variété de guigne noire de petite taille.
- Mule du Bassin.
- Myrtilles des Landes : produites au Temple et à Parentis.

### N
- Niniches : différentes des niniches bretonnes, ce sont des caramels au chocolat et au miel.
- Noisettines : noisettes caramélisées, spécialité de Bégadan. Elles sont à l'origine de divers produits : crème de Noisettines (le Noisettin), gâteau aux Noisettines ou au Noisettin, poudre de Noisettines, etc.[54].

### O
- Omelette de Pâques à l'aillet (ou à la baragane).
- Ortolans rôtis, en caisse, Périgueux[55].

### P
- Pain perdu : pain dur coupé en tranches qu'on laisse tremper dans un mélange d’œufs, de lait battu et d'un peu de rhum. Les tranches sont ensuite grillées au beurre à la poêle et servies chaudes, recouvertes de sucre glace, le plus souvent en dessert.
- Palombe : chassée autour du mois d'octobre, base de nombreux plats comme le salmis de palombe ou la palombe à la broche. Il existe des fêtes de la palombe.
- Pampaillet : nom du repas de fin de vendanges dans l'Entre-deux-Mers.
- Passavant : mélange de fine Bordeaux et de vin de Bordeaux, équivalent du pineau ou du floc de Gascogne ; créé en 1995.
- Pastis landais : gâteau brioché parfumé à la fleur d'oranger, à la vanille et au rhum.
- Pastis en pot : sorte de daube préparée en Bas-Médoc, à base de porc et d'échalotes.
- Patatas : panse de porc farcie et bouillie, spécialité du val de Dordogne.
- Pâté bordelais.
- Pâté Lou Gascoun, fabriqué à Saint-Médard-d'Eyrans.
- Pavé de la Citadelle : chocolat fourré de figue macérée dans du vin, spécialité de Bourg.
- Pavés de Bordeaux : chocolats au praliné et aux raisins macérés dans du vin.
- Pêche canari : variété de pêche originaire de Gironde.
- Pêche jaune de La Réole.
- Pêche royale de Barsac.
- Pêche de vigne.
- Perles du Médoc : raisins macérés dans du sirop de pêche ou d'abricot et enrobés de chocolat, spécialité de Margaux[56].
- Petit Médocain : apéritif à base de vin rouge et de mûre.
- Petits pains de La Teste : pains à quatre pointes, parfumés à l'anis, qui étaient autrefois vendus près de la gare de La Teste-de-Buch.
- Petits pois de Cérons : autrefois plantés dans les règes (espaces entre les rangs de vigne) pour fournir de l'azote au sol, ils sont encore fêtés au printemps.
- Pibales : nom gascon des civelles, consommées par exemple frites ou sautées à l'ail. Elles sont en voie de disparition.
- Pible, piple ou trémoulet : nom gascon bordelais des bolets rugueux du genre Leccinum. Le piple rouge est le nom vernaculaire spécifique de Leccinum aurantiacum.
- Pignes du Blayais : petits pains à l'anis à quatre pointes originaires de Saint-Seurin-de-Cursac[57].
- Pignottes : chocolats aux pignons et aux amandes fabriqués à Andernos[58].
- Piguey : nom gascon local du bar moucheté.
- Pinasse, ferret-capienne : pains locaux de Lège-Cap-Ferret[59].
- Pirelon : nom gascon local du grondin gris.
- Poire de Boutoc ou poire d'ange[60] : variété de poire au goût anisé, nom local de la poire de Notre-Dame d'après le village de Boutoc (à Preignac) où elle abondait au XIXe siècle.
- Poire mouille-bouche, jeansemine ou ayguette. : variété de poire juteuse.
- Poire de Saint-Roch : ancienne variété de poire très sucrée, très prisée des confiseurs bordelais.
- Pomme Dieu.
- Pomme orange : variété de pomme à l'odeur d'orange, originaire de plusieurs départements gascons.
- Pomme de terre d'Eysines, qui possède sa confrérie[61].
- Pralines de Blaye : amandes caramélisées, créées en 1649 par le cuisinier du duc de Choiseul pour honorer les jurats de Bordeaux venus rendre visite au duc à Blaye.
- Primeurs de Saint-Médard-en-Jalles.
- Prune d'ente.
- Pruneaux à la bordelaise : macérés dans le sauternes, l'armagnac et les épices[62].
- Prunelles : servent à confectionner de la liqueur, du Broc ou de la confiture.
- Puits d'amour de Captieux : petit gâteau garni de crème et de caramel[63].

### R
- Radis noir de Bègles.
- Raisiné (radimat/rasimat en gascon) : confiture de raisins.
- Raisins macérés au sauternes.
- Redondelle ou blandureau : variété de pomme.
- Réoulés : gâteau à la crème au beurre, fabriqué à La Réole.
- Rillonnettes foyennes.
- Rose de Benauge (appelée aussi rose de Cadillac, rose du Drot, rose de mai, rose tendre ou pomme Dieu) : variété de pomme originaire de la Benauge.
- Rose de Hollande ou rouge de Hollande : variété de pomme originaire de Monségur.
- Roussette : nom de la girolle en gascon de l'Entre-deux-Mers.
- Royans d'Arcachon : ancien nom régional des sardines. Des marchandes de rues les vendaient au cri de « Les royans, les royans frais ». Ils se consomment grillés ou à l'huile. Conserveries de sardines à l'huile sur le sud-bassin jusqu'au milieu du siècle dernier[64].

### S
- Sablés de Benauge : au vin blanc[65].
- Sablés à la fleur de vigne : fabriqués à Bégadan[54].
- Safran : cultivé dans le Bordelais dès le Moyen Âge puis réintroduit à partir du Quercy à Béguey[66], Ambarès-et-Lagrave[67], Nérigean[68]. Une partie du safran est transformée en produits dérivés tels gelée, sirop, moutarde safranée.
- Sagrunade : soupe épaisse de haricots ou fèves au sel, c'est un plat de pauvre, spécialité du bassin versant de la Dordogne, sous différents noms tels « sobronade » en Périgord[69] ou « soubernade » en Duraquois[70].
- Salmis : sauce relevée à base de vin épicé (rouge ou blanc) pour cuisinier le gibier, notamment de palombes.
- Sanquette : sang de volaille poêlé avec ail et persil.
- Sarmentine : baguette de pain à quatre croûtons (pour évoquer la vigne et ses sarments), aromatisée au sésame.
- Sarments du Médoc : chocolats aromatisés en forme de sarments, fabriqués à Margaux.
- Sauce : nom régional pour désigner un ragoût.
- Sauce bordelaise : sauce au vin rouge, avec échalotes et farine.
- Scorsonère : légume ramassé autrefois dans les vignes.
- Sel de vin : du sel de mer naturel de l’Ile de Ré, macéré en barrique dans du vin de Saint-Émilion, avec un mélange d’épices. Il est préparé de façon artisanale par le vinificateur Pascal Delbeck[71].
- Serpent du couvent : gâteau mis au point par Henri de Toulouse-Lautrec[72].
- Sirops Meneau : sirops produits depuis plus de 100 ans par la maison Meneau, fabrique située à Saint-Loubès. Les sirops, désormais biologiques, sont issus de l’assemblage du sucre des îles, et des fruits et produits d’Aquitaine[73].
- Soupe de baragane.
- Soupe de can de baquey[74] : soupe à l'oignon, mets de pauvre.
- Soupe gujanaise : sorte de bouillabaisse[75].
- Soupe de moules.
- Soupe au potiron et aux châtaignes[76].
- Sourbat : piquette de sorbes que l'on faisait notamment en Bazadais.
- Sucré vert : variété de poire.

### T
- Tarte bazadaise : aux pommes et aux pruneaux.
- Thé du Médoc : infusion à base d'aiguilles de pin et autres plantes aromatiques de la lande médocaine[54].
- Tortillons : sortes de gâteaux attachés à une ficelle que l'on portait autour du cou, pour se restaurer pendant les pèlerinages à Verdelais. Il existait des marchands de tortillons appelés tortillonayres. Seuls ceux de Bon-Encontre ont perduré[77]. On mentionne aussi une recette de tortillons au four, sortes de biscuits levés en forme d'anneau[78].
- Tourin ou tourrin : soupe traditionnelle, à base d'ail (dit « tourrin blanchi ») ou de tomate.
- Tourterelle : sa chasse dans le Médoc est controversée.
- Tourtière : tarte feuilletée généralement aux pommes, aux poires ou aux pruneaux.
- Trempic : collation consistant à tremper du pain dans du vin sucré (« faire trempic »). Selon les endroits, on disait aussi « trempine », « tiounque », etc. On parle aussi de soupe de perroquet.
- Tricandilles : nom gascon local des tripes de porc blanchies au court-bouillon puis grillées[79]. Elles sont consommées en sandwich en guise de casse-croûte vigneron.
- Trogue : nom gascon local de l'athérine prêtre (Atherina presbyter), consommé en entier, nature ou en friture.

### U
- Unaju, jus bio naturels finement pétillants, produits par la Manufacture Bordeaux[80].

### V
- Ventrêche.
- Verdane : variété de prune verte rappelant la reine-claude, dont le commerce fut jadis important[81].
- Vieille Cure : ancien apéritif à base de plantes et de miel qui était fabriqué à Cenon. Il fut inventé par Marcel Bussières en 1897 et s'appelait « La Chaleureuse » jusqu'en 1909[82].
- Vin : rouge, rosé, blanc sec ou liquoreux ; les plus réputés sont ceux du Médoc, de Sauternes, de Saint-Émilion, de Sainte-Croix-du-Mont. Ils entrent dans la préparation de confits, de sauces, de gâteaux.

- Vin de noix : boisson apéritive et tonique à base de noix vertes macérées dans un mélange de vin rouge et d'alcool[83].
- Vinaigre de vin de Bordeaux.
- Vodka Pyla : vodka issue de blé français, de qualité sans gluten pour une moindre amertume, et filtrée sur sable océanique de la dune du Pilat[84].
- Volailles grasses du Bazadais et des Landes.

### Vidéographie
- « Canelé bordelais revisité, Pigeon rôti et Gâteau huître et chocolat », sur bordeaux-replay.fr (consulté le 16 novembre 2021).